# Stichfleisch
Als Stichfleisch wird die Fleischpartie im Bereich der Drosselgrube bezeichnet, die rund um die Einstichstelle beim Entbluten von Schweinen oder Rindern entsteht. In das Stichfleisch sickern beim Schlachten erhebliche Mengen an Blut ein, wodurch die Gefahr einer stärkeren Belastung mit Bakterien besteht. Es sollte stets nur sowenig Fleisch wie nötig von der Stichstelle entfernt werden. In der Praxis werden bei Schweinen zwischen 100 und 400 g Stichfleisch entfernt.
Für den menschlichen Verzehr ist Stichfleisch in Deutschland seit 1991, in der Europäischen Union seit 1993 nicht mehr zugelassen. Nach der Verordnung (EG) Nr. 854/2004 des Europäischen Parlaments und des Rates vom 29. April 2004, Anhang I, Abschnitt II, Kapitel V, Satz 1d  ist das Fleisch der Stichstelle als genussuntauglich zu beurteilen. Stichfleisch darf in dafür zugelassenen Betrieben zu Tierfutter verarbeitet werden und wird darüber hinaus häufig beim Barfen von Hunden und Katzen eingesetzt, da es mager ist.
Trotzdem gab es in Deutschland mehrere Skandale, bei denen der Einsatz von Stichfleisch in Fleisch- und Wurstwaren nachgewiesen werden konnte. So hatte 2006 ein Wursthersteller aus dem Landkreis Vechta Stichfleisch mit anderem Fleisch vermischt und zur Wurstherstellung verwendet. Ein Gelsenkirchener Fleischhändler wurde in diesem Zusammenhang zu dreieinhalb Jahren Haft und drei Jahren Berufsverbot verurteilt. Eine Revision des Urteils wurde 2008 durch den Bundesgerichtshof abgewiesen.